# Arena (condado de Iowa, Wisconsin)
Arena es un pueblo ubicado en el condado de Iowa en el estado estadounidense de Wisconsin. En el Censo de 2010 tenía una población de 1.456 habitantes y una densidad poblacional de 7,08 personas por km².

## Geografía
Arena se encuentra ubicado en las coordenadas 43°8′42″N 89°55′46″O / 43.14500, -89.92944. Según la Oficina del Censo de los Estados Unidos, Arena tiene una superficie total de 205.62 km², de la cual 201.82 km² corresponden a tierra firme y (1.85%) 3.8 km² es agua.

## Demografía
Según el censo de 2010, había 1.456 personas residiendo en Arena. La densidad de población era de 7,08 hab./km². De los 1.456 habitantes, Arena estaba compuesto por el 97.66% blancos, el 0.62% eran afroamericanos, el 0% eran amerindios, el 0.21% eran asiáticos, el 0% eran isleños del Pacífico, el 0.27% eran de otras razas y el 1.24% pertenecían a dos o más razas. Del total de la población el 1.03% eran hispanos o latinos de cualquier raza.